# HIBANA
HIBANA（ヒバナ）は、2024年9月に結成された日本の5人組女性アイドルグループ。

## 概要
2024年9月に結成し、同年10月アメリカ村 BEYONDにてデビュー。「#火花散らす閃光ポップ」をコンセプトとして掲げている。
平山裕が代表を務めるPLAYPITにおいて、2024年9月に解散したPLEVAILに次ぐ第二弾アーティストである。

## 略歴

### 2024年
- 9月12日 - グループが結成し、メンバー5名が順次公開された。[1]
- 9月26日 - 「環状線メリーゴーランド2024 PREMIUM」にオープニングアクトとして出演し、『火花』がプレお披露目された。
- 10月3日 - 『火花』ミュージックビデオがYouTubeで公開。[2]
- 10月7日 - アメリカ村 BEYONDで行われた『HIBANA Debut Live「閃光-FLASH-」』にてデビュー。デビュー曲5曲が初披露された。[3]
- 10月14日 - 1st EP『#1 HANARAI』デジタル配信リリース開始。
- 10月29日 - 『スペルオンミ―』ミュージックビデオがYouTubeで公開。

### 2025年
- 2月6日 - 『ナンバーナイン』ミュージックビデオがYouTubeで公開。
- 6月3日 -  『WARNING！WARNING！』ミュージックビデオがYouTubeで公開。

## メンバー
| 名前                   | 担当カラー | 誕生日   | 備考 |
| ---------------------- | ---------- | -------- | --- |
| 叶雫由依 かなた ゆい   | 青色       | 2月7日   | 元はちみつBLACKの真鯛猫ゆた（2021年8月加入、2023年1月卒業）､ 元Jamsqwhatの望叶ゆい（2023年10月加入、2024年4月卒業） |
| 湊川未唯 みなかわ みい | 赤色       | 11月24日 | |
| 七星なな ななせ なな   | 黄色       | 11月7日  | |
| 藤咲もも ふじさき もも | 紫色       | 12月8日  | |
| 丸岡由茉 まるおか ゆま | 水色       | 7月17日  | 元link start（2023年2月加入、2024年8月卒業）                                                                        |

## 楽曲
| ＃ | 曲名                 | 作詞   | 作曲       | 編曲       | 振付                   | 再生時間 | 初披露日       | 収録アルバム・シングル         |
| -- | -------------------- | ------ | ---------- | ---------- | ---------------------- | -------- | -------------- | ------------------------------ |
| 1  | SE -glitter-         |        | 松尾カズキ | 松尾カズキ |                        | 0:54     |                | 1st EP「#1 HANARAI」           |
| 2  | 火花                 | 平山裕 | 平山裕     | 松尾カズキ | ALISA                  | 3:36     | 2024年9月18日  | 1st EP「#1 HANARAI」           |
| 3  | DALLY                | 平山裕 | 平山裕     | 松尾カズキ | じゅり                 | 3:41     | 2024年10月7日  | 1st EP「#1 HANARAI」           |
| 4  | 散り菊               | 平山裕 | 平山裕     | 松尾カズキ | じゅり                 | 3:34     | 2024年10月7日  | 1st EP「#1 HANARAI」           |
| 5  | はいはい。           | 平山裕 | 平山裕     | 松尾カズキ | 長谷川嘉那（NightOwl） | 2:26     | 2024年10月7日  | 1st EP「#1 HANARAI」           |
| 6  | ワンダーバイワンダー | 平山裕 | 平山裕     | 松尾カズキ | 長谷川嘉那（NightOwl） | 2:36     | 2024年10月7日  | 1st EP「#1 HANARAI」           |
| 7  | スペルオンミー       | 平山裕 | 平山裕     | 松尾カズキ | じゅり                 | 3:34     | 2024年10月31日 | シングル「スペルオンミー」     |
| 8  | CAN'T STOP MY LOVE   | 平山裕 | 平山裕     | 松尾カズキ | じゅり                 | 3:33     | 2024年12月21日 | シングル「CAN'T STOP MY LOVE」 |
| 9  | ナンバーナイン       | 平山裕 | 平山裕     | 松尾カズキ | じゅり                 | 3:09     | 2025年1月31日  | シングル「ナンバーナイン」     |
| 10 | 未来花               |        |            |            |                        | 1:39     | 2025年3月15日  |                                |
| 11 | WARNING！WARNING！   | 平山裕 | 平山裕     | 松尾カズキ | 長谷川嘉那（NightOwl） | 3:03     | 2025年5月31日  | シングル「WARNING！WARNING！」 |
| 12 | サイドストーリー     | 平山裕 | 平山裕     | 松尾カズキ | じゅり                 | 3:37     | 2025年8月2日   | シングル「サイドストーリー」   |

## ライブ・イベント

### 生誕祭

#### 2025年
- 2月7日 - 叶雫由依BIRTHDAY LIVE『かなた、うまれたかな？』 @心斎橋FANJ twice[注 6]
- 7月11日 - 丸岡由茉 BIRTHDAY LIVE『まるちやんめでたいDAY』 @心斎橋FANJ twice[注 7]

### 主催ライブ・イベント

#### 2024年
- 10月7日 - HIBANA Debut Live『閃光-FLASH-』 @アメリカ村 BEYOND
- 10月31日 - PUMPKIN'S POPPYCOCK ＠心斎橋FANJ twice （ゲスト：カミサマパレード、.LiNIXLiNE.、9DaysGlitchClubOsaka）
- 12月21日 - HIBANA単独公演『火花放電 -1V-』 @OSAKA MUSE
- 12月21日 - HIBANA pre.『JINGLE POP！』 ＠OSAKA MUSE（ゲスト：7グループ[注 8]）

#### 2025年
- 1月18日 - HIBANA単独定期公演 『火花放電 -2V-』 ＠渋谷CLUB CRAWL
- 2月11日 - HIBANA定期公演『火花放電 -3V-』 ＠#G8 ナンバーゲート 大阪
- 2月21日 - HIBANA pre.『ELECTROCUTE』 @心斎橋FANJ twice（ゲスト：3グループ[注 9]）
- 3月15日 - HIBANA定期公演 『火花放電 -4V-』 @渋谷CLUB CRAWL
- 3月21日 - HIBANA pre. 『ELECTROCUTE』 @心斎橋FANJ twice（ゲスト：5グループ[注 10]）
- 4月6日 - HIBANA Half Anniversary Live 『蕾-TSUBOMI-』 ＠#G8 ナンバーゲート 大阪
- 4月30日 - 氷華-HIVANA-解散ライブ 『氷華崩典〜終焉の散り塵』 @心斎橋FANJ twice
- 5月17日 - HIBANA定期公演 『火花放電 -5V-』 @渋谷CLUB CRAWL
- 5月31日 - WARNING！WARNING！ @心斎橋FANJ twice
- 6月6日 - HIBANA定期公演 『火花放電 -6V-』 @心斎橋FANJ twice
- 6月7日 - FaveZone in ヨドバシ梅田 ＠ヨドバシカメラ マルチメディア梅田
- 6月10日 -  火神鳴りうむ ＠アメリカ村 BEYOND（ゲスト：鳴ル神、lonlium）
- 7月12日 - HIBANA/Merry Mellow インストア2MAN ＠ヨドバシカメラ マルチメディア梅田
- 7月19日 - HIBANA定期公演『火花放電 -7V-』 @渋谷CLUB CRAWL（ゲスト：Tohkei）